# 磐城平城
磐城平城（いわきたいらじょう）は、陸奥国磐前郡磐城平（福島県いわき市平）にあった日本の城。磐城平藩の藩庁。別名龍ヶ城（りゅうがじょう）。遺構の一部（石垣）がいわき市指定史跡。

## 沿革
1600年（慶長5年）の関ヶ原の戦いの結果、それまで飯野平城を居城としていた岩城氏が追放され、1602年（慶長7年）に徳川幕府譜代の鳥居忠政が飯野平に転入した。鳥居忠政は、都市名を戦国時代までの「飯野平」から、岩城の「いわ」の字を変更して「磐城平」に改めて磐城平藩を樹立し、飯野八幡宮を現在地である八幡小路に移設し、その飯野八幡宮の跡地に磐城平城の建設を命じた。城は1603年（慶長8年）に着工し、12年の歳月を費やして1615年（慶長20年/元和元年）に梯郭式平城を完成させた。
天守は造られず、本丸の三層櫓がその代わりとなった。その姿は、「磐城名物三階櫓、竜のお堀に浮いて立つ」と詠われた。また、水戸を徳川頼房の本拠地にさせたのと同じく、磐城平を鳥居忠政の本拠地とさせた主な目的は、仙台を本拠地とする伊達政宗への牽制であった。
1868年（明治元年）の戊辰戦争では、奥羽越列藩同盟に与した当時の磐城平藩家老・上坂助太夫は、磐城平攻防戦で明治政府軍に敗れ、自ら城を焼き払って逃走した。

## 地理

### 城周辺
城内には御三階櫓・隅図櫓・塗師櫓・八ッ棟櫓・追手門櫓・中門櫓・六間門櫓などがあった。また、茶室緑天庵も記録に残っている。

### 城下町・磐城平
鳥居忠政が磐城平城を本拠地とすると、城下町の形成は、城を中心に「階層別居住区を設けない」都市造りから、城を中心に武家町・町人町・寺町を分けて「階層別居住区を設ける」都市造りに変更された。「江戸」と「東京」が同地異質、「岐阜」と「加納」が同地異質であるのと同じく、「飯野平」と「磐城平」は同地異質で都市造りの性質が異なっている。
1604年（慶長9年）には基礎が完成し、町人たちに、防災のための手桶や梯子を用意することと、清掃の徹底・町木戸の使用を命じた。更に、十人組を作らせ、治安の責任の一端を持たせた。城下の人々の中で、特別な権利を持った商人の多くは、関ヶ原以前の岩城氏の家臣や、門閥商人出身者であった。
紺屋町は当初は現在の八幡小路にあり、磐城平城が建築される際に現在地に移された。八幡小路には、安藤氏が藩主となった時期には藩校・施政堂が立地した。
菩提院町は古くは禰宜町といわれたり、立町は御徒町といわれていた。磐城平城下5口（長橋口、久保町口、北目口、鎌田口、新川町口）を通る馬の数は、1口で760余りであった。また、磐城平城下には職人も多く、鍛冶町には、刀鍛冶の根本国虎や鈴木貞則などの名工がいた。
- 武家町
六間門・揚土・八幡小路・道匠小路・曲松・杉平・桜町・掻槌小路・田町・柳町・梅香町・四軒町・白銀町・番匠町・鷹匠町・仲間町など
- 仲間・足軽町
仲間町・風呂ノ沢・胡麻沢・新町・立町・久保町など
- 町人町
一町目・二町目・三町目・四町目・五町目・十五町目・久保町・紺屋町・研町・長橋町・材木町・菩提院町など

町人町は町奉行の管轄だったが、内藤氏統治下で作られた新川町・鎌田町・北目町は新しい町だったため、郡奉行の管轄となった。磐城平城下の玄関である長橋口・鎌田口・久保町口には、惣木戸が設けられた。現在では、長橋口が尼子橋北口（内郷御台境交差点）付近に、鎌田口が平大橋東口（鎌田交差点）付近に当たる。

## 遺構
現在残っている遺構は、石垣・土塁・水堀であり、一部は丹後沢公園として残っており、この外には、岩城氏以来の歴史遺産を展示する龍ヶ城美術館が立地している。しかし、城跡の大半は、個人所有の住宅地として払い下げられており、石碑の立つ城跡への立ち入りはできない（柵の外から眺めるのみ可能）。復元の話も何度かあったが、資金不足が原因でいずれも実現に至らなかった。1897年（明治30年）に常磐線を開通させる際には、水堀が一部埋め立てられた。塗師櫓石垣は、2001年（平成13年）4月27日にいわき市の史跡に指定されている。
建築物として、掻槌門が市内平藤間の民家に、長橋門が市内平新川町の民家に、どこの門か定かではないが城門が市内平沼ノ内賢沼寺に、それぞれ移築され現存する。尚、磐城平城跡の住所表記は、「いわき市平字旧城跡」となっている。廃城後に建てられたものでは旧仮藩庁が現存している。
2010年（平成22年）6月13日には、磐城平城跡の市民公園への移行を目指す「磐城平城史跡公園の会」が設立された。又、2010年（平成22年）以後は、毎年9月に「龍ヶ城月見の宴」が開催されている。
2020年（令和2年）1月11日には、三層櫓の形をした高さ13メートルの看板が本丸跡地に建てられ、2月末までライトアップされた。

### 整備と復元
民有地から市有地化（公有地化）を進め城跡の整備、櫓の復元を計画している。

## 観光

### アクセス
- いわき駅北口より徒歩5分。